# Pey Rūd
Pey Rūd är en ort i Iran.   Den ligger i provinsen Khorasan, i den östra delen av landet, 800 km sydost om huvudstaden Teheran. Pey Rūd ligger 1 406 meter över havet och antalet invånare är 105.
Terrängen runt Pey Rūd är lite kuperad. Runt Pey Rūd är det glesbefolkat, med 12 invånare per kvadratkilometer. Närmaste större samhälle är Aşgharīyeh, 15,8 km öster om Pey Rūd. Trakten runt Pey Rūd är ofruktbar med lite eller ingen växtlighet.